# Maksimilian Aleksandrovič Vološin
Maksimilian Aleksandrovič Vološin, in russo Максимилиан Александрович Волошин? (Kiev, 28 maggio 1877 – Koktebel', 8 novembre 1932), è stato un poeta russo.
Sin dal 1910 fu attratto dai poeti simbolisti di cui divenne uno dei rappresentanti più significativi.
Nei primi 20 anni del secolo ventesimo viaggiò molto: dalla Cina all'Egitto; in Europa occidentale, in Grecia e in Turchia, soffermandosi per alcuni anni a Parigi, dove si dedicò anche alla pittura, denotando chiare connotazioni impressionistiche.
Collaborò con varie riviste dell'epoca: Vesy e Zolotoe runo della madrepatria e Apollon, europea.
Il suo stile era alquanto originale per l'epoca e molto evocativo, pur innestato su motivi filosofici e storici del suo tempo.
Presa dimestichezza con la lingua francese, tradusse in russo molte poesie e opere contemporanee.
Fra le sue raccolte di poesie spiccano Anno mundi ardentis del 1916 e I demoni sordomuti. La rivista italiana Poesia russa del '900, ha raccolto e tradotto molte sue poesie.
Trascorse gli ultimi anni della sua vita nel villaggio di Koktebel', nella Crimea sud-orientale, dove trasse continua ispirazione dai paesaggi circostanti.